# Iglesia de la Natividad de la Santísima Virgen (Alhama de Aragón)
La Iglesia de la Natividad de la Santísima Virgen es una iglesia parroquial católica situada en el municipio zaragozano de Alhama de Aragón (Aragón, España). A nivel eclesiástico está adscrita al arciprestazgo del Alto Jalón de la diócesis de Tarazona.

## Descripción
Interesante ejemplo de la reaparición en época barroca de elementos que van a continuar la tradición de los sistemas ornamentales mudéjares y que constituyen la decoración más genuina y autóctona de la primera etapa de la arquitectura barroca en Aragón. Construida entre 1626 y 1657, la iglesia se levantó sobre una planta de cruz latina con testero recto, en la que se cubre el crucero con cúpula sobre pechinas, mientras que el presbiterio, los brazos del crucero y la nave lo hacen con bóvedas de lunetos.
La decoración, llevada a cabo en yeso, material escasamente generalizado en el mudéjar, tiene su máximo desarrollo como pervivencia de este estilo durante el siglo XVII, momento en que se manifiesta mediante la decoración de lazo en bóvedas y cúpulas, en intradoses de arcos de iglesias parroquiales y conventuales. Esta moda decorativa de tradición mudéjar surgiría en Zaragoza y se difunde luego por el resto del territorio, concentrándose especialmente en el Valle del Jalón, a partir de 1660.
En la iglesia de Alhama de Aragón aparece cubriendo las bóvedas, cúpula e intradoses de arcos de la iglesia, utilizando el tradicional sistema decorativo de lazo con muchas variantes, comparable a otras iglesias como la del convento de San Benito de Calatayud o la parroquial de Acered.